# Nupserha malaisei
Nupserha malaisei är en skalbaggsart som beskrevs av Stephan von Breuning 1949. Nupserha malaisei ingår i släktet Nupserha och familjen långhorningar.
Artens utbredningsområde är Myanmar. Inga underarter finns listade i Catalogue of Life.